# Rudolph Pariser
Rudolph Pariser , né le 8 décembre 1923 à Harbin et mort le 2 février 2021, est un chimiste originaire de la Chine, principalement reconnu pour son implication dans l’élaboration de la méthode PPP.

## Biographie
Rudolph Pariser est né à Harbin, en Chine, le 8 décembre 1923. Son père, Ludwig Jacob Pariser, fut prisonnier allemand lors de la Première Guerre mondiale, mais travailla, par la suite, dans le monde des affaires, plus précisément dans le secteur de l’import-export. Sa mère, Lia Rubinstein, était, quant à elle, une réfugiée de la Révolution russe. Pendant son enfance, Rudolph fréquenta d’abord la « Von Hindenburg Schule », une école allemande à Harbin, sa ville natale. En 1936, il fut envoyé dans une école plus stricte et plus religieuse, la « American Missionary School », à Beijing, mais l’établissement fut détruit en 1937 par les Japonais. Il poursuivit donc ses études dans une école américaine à Tokyo, au Japon. C’est d’ailleurs lors de son passage dans cette école que Pariser renforça son intérêt pour la chimie, en particulier grâce à l’influence de son professeur, David Misner, et aux encouragements de son père.
À cause de l’augmentation des tensions entre le Japon et les États-Unis, Rudolph immigra aux États-Unis accompagné de sa mère pour être en mesure de poursuivre son éducation, alors que son père demeura en Chine. Dès lors, il entreprit un baccalauréat en chimie à l’Université de Californie à Berkeley en 1941, puis l’obtint en 1944. Il travailla ensuite brièvement pour Kaiser Permanente Mills, pour ensuite s’enrôler dans l’armée. Puisque, en plus d’être très intelligent, il était en très bonne forme physique, il rejoignit l’infanterie, où il fut entrainé dans le but d’envahir et d’occuper l’Allemagne. Par contre, de par une erreur, son convoi fut envoyé au Missouri plutôt qu’en Allemagne – il ne se rendit donc jamais au front. Une fois son service militaire complété, il reprit ses études à l’Université du Minnesota où il compléta son doctorat en chimie physique de 1947 à 1950.
Une fois son doctorat obtenu, il fut engagé chez DuPont en 1950. Il y fut d’abord consultant dans le domaine des polymères et des matériaux avancés ainsi qu’en gestion de la recherche, puis assistant en recherche et enfin, directeur.
Rudolph Pariser posséda par la suite sa propre compagnie, R. Pariser & Co. Inc. de laquelle il est le président. Il s’est marié à Margaret Louise le 31 juillet 1972.

## Découvertes

### Méthode PPP
Rudolph Pariser commença à travailler chez une firme de recherche industrielle nommée DuPont en 1950. Il travailla sur la caractérisation spectrophotométrique des teintures, un travail ardu puisque les moyens utilisés à l’époque faisaient en sorte qu’il mettait une journée complète pour caractériser une seule molécule,.
Pariser tenta alors de développer une approche théorique plutôt qu’empirique, essayant d’utiliser des calculs d’énergies d’absorption plutôt que de prendre des mesures spectrophotométriques sur les molécules de teinture afin de déterminer leur couleur. Pour ce faire, il demanda la collaboration de Robert Parr, un chimiste rencontré à l’université qui avait fait sa thèse doctorale sur les calculs théoriques des niveaux d’énergie des électrons du benzène et de l’éthylène. L’espoir de Pariser était d’appliquer ces calculs, qui sont basés sur la méthode de Hückel, aux grosses molécules de teinture. Cela permettrait, selon des principes quantiques, de calculer les niveaux d’énergie des électrons, et donc de déterminer leur énergie d’absorbance,.
L’application de cette théorie aux grosses molécules donne cependant des calculs fastidieux. Parr suggéra une hypothèse qui permit de développer une méthode donnant des résultats correspondant à ceux calculés par la méthode de Hückel, mais de façon plus simple afin qu’elle soit applicable à de larges molécules de teinture. Cette idée consiste à approximer la superposition différentielle comme étant nulle, ce qui signifie que la variation des niveaux d’énergie causée par la superposition des orbitales p lors de la formation des liens π est négligée,.
Le problème n’était pas résolu pour autant, car les résultats théoriques ne correspondaient pas aux résultats expérimentaux observés sur les molécules de teinture et ce, autant par la nouvelle méthode que par la méthode de Hückel. Pariser comprit alors que l’erreur provenait de la répulsion entre les électrons d’une même orbitale se trouvant sur le même atome qui faussait les données, facteur qui n’est pas pris en compte dans la méthode de Hückel. Pour corriger ses équations, il prit comme point de départ les valeurs expérimentales, puis manipula les calculs pour observer les modifications nécessaires afin d’obtenir les valeurs justes. Il constata alors qu’en tenant compte de la différence entre l’énergie d'ionisation et l’affinité électronique, soit respectivement la capacité à perdre et à gagner un électron, il parvenait à ajuster ses calculs pour qu’ils correspondent presque exactement aux valeurs expérimentales,.
Cette méthode, dans son ensemble, fut nommée PPP, en l’honneur des deux scientifiques qui ont contribué à son élaboration auprès de DuPont, Pariser et Parr, ainsi que d’un autre chercheur, John Pople, qui conduisait des recherches parallèles sur le sujet. Bien que cette méthode n’ait finalement jamais été appliquée aux teintures, tel que désiré au départ, elle a permis de nombreuses avancées dans la compréhension et la prédiction des comportements quantiques des électrons sur les orbitales moléculaires,.

## Récompenses
- 1957 : Prix de la section du Delaware, American Chemical Society
- 1976 : Prix de l’exploit remarquable, Université du Minnesota
- 1990 : International Journal of Quantum Chemistry, parution d’avril, en l’honneur de Rudolph Pariser, Robert G. Parr et John A. Pople
- 2001 : Membre de l'American Association for the Advancement of Science
- 2001 : Membre, World Innovation Foundation
- 2002 : Membre honoraire, World Innovation Foundation
- 2003 : Médaille Lavoisier pour exploit technique
- 2004 : Certificat émérite, division du caoutchouc, American Chemical Society
- 2004 : Membre, Union internationale de chimie pure et appliquée[2]